# HD 186219
HD 186219，又名CP-72 2445，SAO 257736、HR 7498，是一颗恒星，视星等为5.41，位于銀經322.6，銀緯-30.12，其B1900.0坐标为赤經19h 37m 53.5s，赤緯-72° -30.12′ 50″。